# Idioma khalaj (túrquico)
El khalaj o arghu es una familia túrquica que constituye por sí mismo una de las seis ramas de dicha familia, se habla en el este de la provincia de Markazí, en el centro de Irán.

## Aspectos históricos, sociales y culturales

### Distribución geográfica
El khalaj o arghu se habla principalmente en la provincia iraní de Markazí. Doerfer documentó la existencia de unos 17 mil hablantes en 1968. Ethnologue mantiene unos 42 107 hablantes hacia 2000, aunque no está claro que en esa cifra se esté distinguiendo a los hablantes de otra lengua irania, también llamada khalaj.

### Dialectos
Los dialectos del khalaj se dividen en septentrionales y meridionales. Dentro de esos dos bloques dialectales, se pueden diferenciar las hablas de diferentes aldeas que presentan diferencias sistemáticas.

## Clasificación
El khalaj tradicionalmente se ha clasificado junto con los dialectos de azerí, básicamente por su cercanía geográfica. Sin embargo, no es una variedad de azerí, como previamente se supuso. De hecho, algunas características peculiares como la preservación de tres longitudes vocálicas, la preservación de la /*h/ inicial del proto-túquico o la ausencia del cambio /*d/ > /y/, han llevado a clasificarla como una rama diferente (en lugar de como una lengua oghuz como previamente se había propuesto). Un ejemplo de los arcaismos presentes en khalaj es la palabra hadaq 'pie', que ha mantenido tanto /*h/ como /-*d-/. La forma equivalente en las variedades oghuz cercana deriva de *ayaq. Por tanto, es una lengua independiente claramente diferente de las otras lenguas túrquicas vecinas. Debido a la presencia de estas características, algunos estudosos han especulados sobre si los hablantes de khalaj son descendientes directos de los turcos arghu.

## Descripción lingüística

### Fonología
El inventario consonántico viene dado por:
|             | Labial | Labial | Alveolar | Alveolar | Palatal o postalveolar | Palatal o postalveolar | Velar | Velar | Uvular | Uvular | Glotal | Glotal |
| ----------- | ------ | ------ | -------- | -------- | ---------------------- | ---------------------- | ----- | ----- | ------ | ------ | ------ | ------ |
| Nasal       | m      | m      | n        | n        |                        |                        | ŋ     | ŋ     |        |        |        |        |
| Oclusiva    | p      | b      | t        | d        | tʃ                     | dʒ                     | k     | ɡ     | q      | ɢ      |        |        |
| Fricativa   | f      | v      | s        | z        | ʃ                      | ʒ                      | x     | ɣ     |        |        | h      |        |
| Vibrante    |        |        | ɾ        | ɾ        |                        |                        |       |       |        |        |        |        |
| Aproximante |        |        | l        | l        | j                      | j                      |       |       |        |        |        |        |
El inventario vocálico: /i, y, u, æ, œ, o, a/.
Las vocales del khalaj pueden darse con tres cantidades:
- larga: [qaːn] 'sangre')
- medio-larga: [baˑʃ] 'cabeza'
- breve: [hat] 'caballo')

Además algunas vocales, pueden realizarse como diptongos decrecientes, como en [quo̯l] ('brazo, manga').

### Gramática

#### Nombres
Los nombres en khalaj pueden formar una marca de plural o una marca de posesión. El caso gramatical en khalaj puede ser genitivo, acusativo, dativo, locativo, ablativo, instrumental o equativo. Los sufijos de caso varían debido a la sinarmonía vocálica o las consonantes adyacentes. Las marcas de caso también pueden interaccionar con los sufijos positivos. La siguiente tabla resume las terminaciones básicas:
| Caso         | Sufijo         |
| ------------ | -------------- |
| Nominativo   | Ø              |
| Dativo       | -A, -kA        |
| Acusativo    | -I, -nI        |
| Locativo     | -čA            |
| Ablativo     | -dA            |
| Instrumental | -lAn, -lA, -nA |
| Ecuativo     | -vāra          |

#### Verbos
Los verbos in khalaj se conjugan según voz, tiempo, aspecto y negación. Los verbos consisten en largas secuencias de morfemas según el patrón:
Raíz + Voz + Negación + Tiempo/Aspecto + Concordancia

#### Sintaxis
El khalaj emplea un orden básico Sujeto Objeto Verbo y el adjetivo precede al nombre.

## Vocabulario
El núcleo del vocabulario del khalaj es de origen túrquico, aunque ha tomado prestadas muchas palabras del persa y también palabras de otras variedades túrquicas, como del azerí.

### Numerales
Los numerales son de origen túrquico, aunque algunos hablantes usan formas del persa para los números "80" y "90":
- 1 - [biː]
- 2 - [æk.ki]
- 3 - [yʃ]
- 4 - [tœœɾt]
- 5 - [bieʃ]
- 6 - [al.ta]
- 7 - [jæt.ti]
- 8 - [sæk.kiz]
- 9 - [toq.quz]
- 10 - [uon]
- 20 - [ji.iɾ.mi]
- 30 - [hot.tuz]
- 40 - [qiɾq]
- 50 - [æl.li]
- 60 - [alt.miʃ]
- 70 - [yæt.miʃ]
- 80 - [saj.san] (Turkic), [haʃ.tad] (Persian)
- 90 - [toqx.san] (Turkic), [na.vad] (Persian)
- 100 - [jyːz]
- 1000 - [min], [miŋk]

### Ejemplos
Extracto de Dorfer & Tezcan (1994) p. 158-9
| Traducción | AFI |  |
| --- | --- |  |
| Hace tiempo, el Mulá Nasrudín tuvo un hijo.                                                                   | biː ki.niː mol.laː nas.ɾæd.diː.niːn oɣ.lu vaːɾ-aɾ.ti                                                                   |  |
| Dijo, "Oh Padre, quiero una esposa."                                                                          | hay.dɨ ki "æj baː.ba, mæŋ ki.ʃi ʃæj.jo.ɾum"                                                                            |  |
| Dijo, "Querido, tenemos una vaca; toma esta vaca y véndela. Ven con las ganacias, te compraremos una esposa." | hay.dɨ ki "bɒː.ba bi.zym biː sɨ.ɣɨ.ɾɨ.myz vaːɾ, je.tib̥ bo sɨ.ɣɨ.ɾɨ saː.tɨ, naɣd ʃæj.i puˑ.lĩn, jæk biz sæ̃ ki.ʃi al.duq |  |